# Sculptură populară (Vadul-Rașcov)
Sculptură populară este un ansamblu de sculpturi vernaculare amplasat în Vadul-Rașcov, raionul Șoldănești, Republica Moldova. Este un monument de artă de importanță națională inclus în Registrul monumentelor Republicii Moldova ocrotite de stat cu nr. 2998 (raionul Șoldănești). Datează din sec. XVIII-XX.